# 區大原

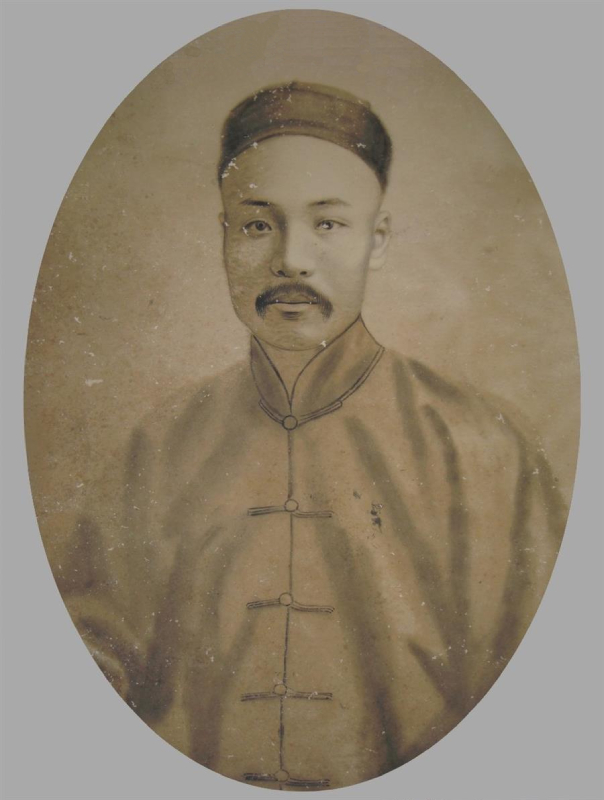
區大原太史像

區大原（1869年—1945年），字裕輝，號季海，廣東南海縣人。晚清翰林。

## 生平
光緒二十九年（1903年），中式癸卯科三甲進士。同年闰五月，改翰林院庶吉士。散館授翰林院檢討。外放福建省候补道。宣统年间，公派日本早稻田大学，学习法律。
民国成立，受聘为广东省省长公署高级顾问。民国三年（1914年），任国立中山大学前身之一——广东省公立法政专门学校校长。民国十六年（1927年）移居香港。寓港期间，先后在香港大学、汉文中学、岭岛中学、学海书楼任中文教习。民国二十二年（1933年）兼任香港孔教学院副院长。与遗老江孔殷、桂坫、谈道隆、朱汝珍、温肃、赖际熙等组正声诗社。
民国三十年（1941年），日本侵占香港，區大原拒绝合作，返回家乡区村，开馆授徒。民国三十三年（1944年）夏，西江大涨决堤，乡人成立筑堤修围筹委会，推区大原为主任。他带领乡人修筑堤栏，抢插晚稻，积劳成疾，次年2月去世。

## 身后
區大原出殡之日，乡人临街致祭，挽联曰：
历八月之精神，策划经营，筑秋栏，修大基，无时或息；
欠一篑之工作，中道辞世，继其志，善此事，尚有何人？

## 著述
正声诗社期间，编有《正声吟社诗钟集》。

## 家族
与兄区大典同榜成进士。